# Fábio Porchat
Fábio Ferrari Porchat de Assis, né à São Paulo le 10 juillet 1952, est un homme politique, écrivain, scénariste et homme d'affaires brésilien. Il est le père du comédien Fábio Porchat (pt).

## Biographie
Fábio Porchat a été représentant (deputado estadual) de l'État de São Paulo dans les années 1970, contribuant entre autres aux projets de loi qui ont établi la « Semaine du tourisme ». Il a occupé le poste de secrétaire municipal de la culture pendant l'administration du maire Jânio Quadros. Il a été député fédéral de son État. Il est actuellement affilié au Parti Vert (PV), à São Paulo.
Il a joué dans un film, Le Voyage en 1968, a été scénariste pour des films tels que Canção Desesperada et De Um Crime de Amor et producteur du film Paraíso de Hades. Il a aussi publié des recueils de poèmes, des romans et des nouvelles. En tant qu'entrepreneur dans la culture, il organise des expositions et a été également l'un des conseillers du Musée brésilien de sculpture et d'écologie (pt) (MUBE).